# تیوک (میسیسیپی)
تیوک (به انگلیسی: Teoc) یک منطقهٔ مسکونی در ایالات متحده آمریکا است که در میسیسیپی واقع شده‌است. تیوک ۴۶٫۰۳ متر بالاتر از سطح دریا واقع شده‌است.